# Potrero Cerrado
Potrero Cerrado es un distrito del cantón de Oreamuno, en la provincia de Cartago, de Costa Rica.

## Geografía
Potrero Cerrado cuenta con un área de 18,11 km² y una altitud media de 2196 m s. n. m.

## Demografía
Para el año 2022, Potrero Cerrado cuenta con una población estimada de 2402 habitantes, y para el último censo efectuado, en 2011, Potrero Cerrado contaba con una población de 2281 habitantes.

## Localidades
- Barrios: Maya
- Poblados: Cruce, Pisco, Sanabria, San Juan de Chicuá.

## Turismo
En este distrito se encuentra el Sanatorio Durán, antiguo hospital y ahora un parque de recreo al aire libre.

## Transporte

### Carreteras
Al distrito lo atraviesan las siguientes rutas nacionales de carretera:
- Ruta nacional 219
- Ruta nacional 401